# شطرنج
الشَّطْرَنـْج (بفتح الشين) أو الشِّطْرَنـْج (بكسر الشين وهو الأجود)، هي لعبة رقعة استراتيجية يلعبها لاعبان على رقعة الشطرنج. وهي رقعة مطعمة ومربعة الشكل مكونة من 64 مربعا بأبعاد 8x8 مربع، يلعب الشطرنج ملايين الأشخاص في العالم سواء المحترفين أو الهواة ويشكل لاعبو الشطرنج أحد أكبر الفئات الاجتماعية في العالم وتبلغ حوالي 605 مليون شخص بالغ يلعبون لعبة الشطرنج بانتظام.
ويبدأ كل لاعب المباراة بمجموعة قطع عددها 16 قطعة: ملك واحد، وزير واحد، قلعتان، حصانان، فيلان وثمانية جنود حيث تختلف حركة كل قطعة من هذه القطع الستة، ويعتبر الوزير أقوى القطع والجندي أضعفها، والهدف في هذه اللعبة هو إماتة ملك الخصم بوضعه تحت تهديد بالأسر لا يمكن الفرار منه ولهذه الغاية تستخدم قطع الشطرنج لمهاجمة وأسر قطع الخصم وفي نفس الوقت للدفاع عن بعضها البعض، ويمكن كذلك بلوغ الإماتة بالاستسلام الطوعي للخصم والذي يظهر بعد أن يفقد الكثير من العتاد أو تظهر استحالة تجنب الإماتة، كما يمكن أن تنتهي المباراة بالتعادل بعدة طرق مختلفة.
ولا يعرف على وجه الدقة أين كان منشأ هذه اللعبة ومن ابتكرها، ويُعتقد أن أصلها يرجع إلى الهند، وأن ابتكارها كان قبل القرن السابع الميلادي بقليل حيث اشتق الاسم من لعبة الشطورانجا التي هي على الأرجح تعتبر الأساس والسلف للألعاب الاستراتيجية الشرقية مثل الشطرنج الصيني، والشوغي والشطرنج الكوري، وغيرها. ومن بلاد الهند انتقلت الشاطورنجا إلى بلاد فارس ثم إلى البلاد العربية وبعد الفتح الإسلامي للأندلس انتقل الشطرنج إلى إسبانيا ومنه إلى قارة أوروبا حيث تغيرت قوانينه ونتج عنه الشطرنج الحديث في أواخر القرن الخامس عشر، وفي القرن التاسع عشر ثبتت القوانين وكان أول بطل للعالم في الشطرنج معترف به هو ويليام شتاينيتز الذي حصل على اللقب سنة 1886 وبطل العالم الحالى منذ عام 2023 هو اللاعب الصينى دينج ليرن ، ومنذ سنة 1948 أصبحت بطولة العالم للشطرنج تدار عن طريق الاتحاد الدولي للشطرنج وهو الهيئة الدولية الحاكمة للعبة. وينظم الاتحاد كذلك بطولة العالم للشطرنج النسوية، وبطولة العالم في الشطرنج للصغار، وبطولة العالم في الشطرنج للكبار، وبطولة العالم للشطرنج السريع والخاطف، وكذلك أولمبياد الشطرنج، كما توجد كذلك بطولة العالم للشطرنج بالمراسلة وبطولة العالم في شطرنج الحاسوب، ولقد فتح الشطرنج عبر شبكة الانترنت باب المنافسة بين اللاعبين المحترفين والهواة وزاد في ممارسة اللعبة، وتوجد كذلك العديد من متغيرات الشطرنج بقوانين وقطع ورقع مختلفة.
ويمنح الاتحاد الدولي للشطرنج اللاعبين المحترفين ألقابا أكبرها لقب أستاذ كبير وكذلك تملك الاتحادات الوطنية أنظمة تقييم خاصة بها لكن غير معترف بها من قبل الاتحاد الدولي، يستخدم مصطلح «أستاذ» للإشارة إلى اللاعبين المحترفين القدماء قبل اعتماد نظام التقييم من قبل الاتحاد، وتعتبر اللجنة الأولمبية الدولية لعبة الشطرنج رياضة دولية وكذلك بعض الهيئات الرياضية الوطنية مثل الاتحادية الإسبانية والحقت لعبة الشطرنج في دورتي عامي 2006 و2010 للألعاب الأسيوية.
ومنذ النصف الثاني من القرن العشرين؛ تمت برمجة الحواسيب على لعب الشطرنج بنجاح متزايد إلى أن أصبح الحاسوب أفضل من أمهر اللاعبين في العالم وذلك لقدرة الحواسيب الرياضية في المعالجة، ومنذ العقد 1990 ساهمت الحواسيب بشكل معتبر في نظرية الشطرنج وخاصة في نهاية اللعب، مثل حاسوب شركة آي بي إم ديب بلو الذي كان أول حاسوب يتغلب على بطل العالم في الشطرنج حينما هزم غاري كاسباروف سنة 1997، وظهرت نهضة برامج الحاسوب المعروفة بمحركات الشطرنج التي يمكن أن تُشغل على أجهزة محمولة على اليد والتي ساهمت في ارتفاع المخاوف من الغش خلال الدورات الشطرنجية. 
وفي عقد 2020 صارت تُرى الشطرنج على أنها من الرياضات الإلكترونية، إذ بدأ أفرقة الرياضات الإلكترونية بالتعاقد مع لاعبي الشطرنج منذ عام 2020م. وزادت أعداد تعاقدات أفرقة الرياضات الإلكترونية مع اللاعبين في عام 2025م بعد إعلان إضافة لعبة الشطرنج ضمن كأس العالم للرياضات الإلكترونية المُقام في المملكة العربية السعودية.

## القوانين
القوانين الرسمية للشطرنج يُحددها الاتحاد الدولي للشطرنج وهو الهيئة الدولية المُنظّمة للعبة الشطرنج وما يتعلق بها من بطولات رسمية، وقوانين الشطرنج منشورة في كتيب الاتحاد في الجزء: قوانين الشطرنج للمنافسات ، وفي موقع الاتحاد العربي للشطرنج بالنسخة العربية.
|   | a             | b               | c               | d              | e             | f               | g               | h             |   |  |
| 8 | a8 black rook | b8 black knight | c8 black bishop | d8 black queen | e8 black king | f8 black bishop | g8 black knight | h8 black rook | 8 |  |
| 7 | a7 black pawn | b7 black pawn   | c7 black pawn   | d7 black pawn  | e7 black pawn | f7 black pawn   | g7 black pawn   | h7 black pawn | 7 |  |
| 6 | a6            | b6              | c6              | d6             | e6            | f6              | g6              | h6            | 6 |  |
| 5 | a5            | b5              | c5              | d5             | e5            | f5              | g5              | h5            | 5 |  |
| 4 | a4            | b4              | c4              | d4             | e4            | f4              | g4              | h4            | 4 |  |
| 3 | a3            | b3              | c3              | d3             | e3            | f3              | g3              | h3            | 3 |  |
| 2 | a2 white pawn | b2 white pawn   | c2 white pawn   | d2 white pawn  | e2 white pawn | f2 white pawn   | g2 white pawn   | h2 white pawn | 2 |  |
| 1 | a1 white rook | b1 white knight | c1 white bishop | d1 white queen | e1 white king | f1 white bishop | g1 white knight | h1 white rook | 1 |  |
|   | a             | b               | c               | d              | e             | f               | g               | h             |   |  |

### الوضعية الابتدائية

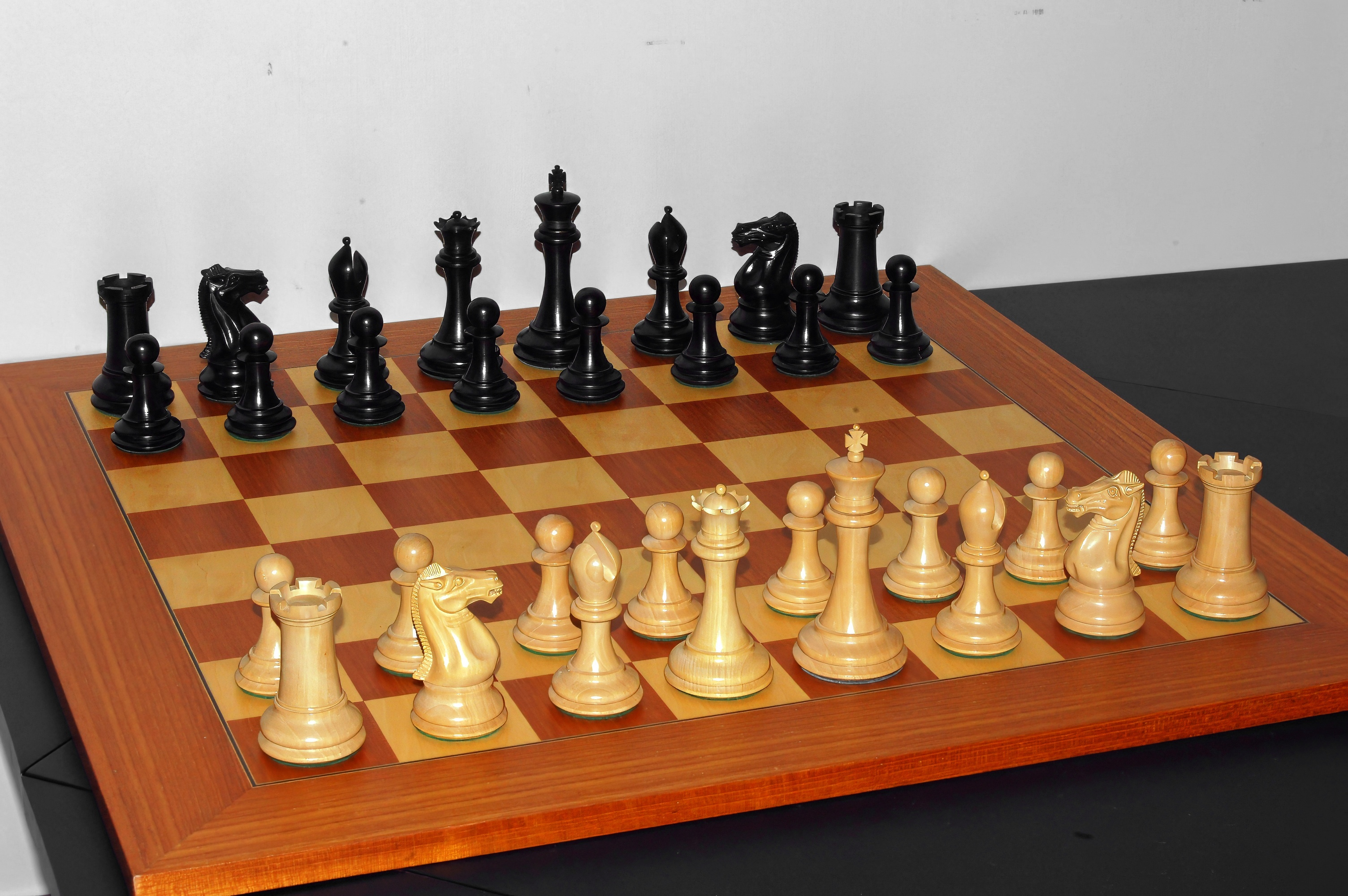
وضعية القطع على الرقعة في بداية المباراة.

يُلعب الشطرنج على رقعة مربعة الشكل أبعادها 8x8 مربع وتحوي ثمانية صفوف يرمز إليها بأرقام من 1 إلى 8، وثمانية أعمدة يرمز إليها بحروف لاتينية من a إلى h، وبذلك فهي مكونة من 64 مربعا تتناوب في لونها بين الأبيض والأسود، ويتم وضع الرقعة في بداية اللعب بحيث تكون الزاوية البيضاء على يمين كل لاعب.
بالاتفاق تُقسَّم قطع اللعبة إلى قطع بيضاء وسوداء ويشار إلى اللاعبَين: باللاعب الأبيض واللاعب الاسود تبعا للون القطع، يبدأ كل لاعب المباراة بـ 16 قطعة لها لون محدد وهي: ملك واحد، وزير واحد، قلعتان، حصانان، فيلان وثمانية بيادق حيث يتم ترتيبها بالطريقة الموضحة في مخطط الشطرنج باليسار والصورة باليمين حيث يوضع كل وزير في مربع من نفس لونها: الوزير الأبيض على مربع أبيض والأسود على مربع أسود.

### الحركة
يبدأ اللاعب صاحب القطع البيضاء دائمًا بالحركة أولا وبعدها ينتقل الدور للاعب بالقطع السوداء وهكذا يتم التناوب بينهما بتحريك قطعة واحدة في كل دور (باستثناء التبييت الذي تتحرك فيه قطعتين)، يتم تحريك القطع إما إلى مربعات شاغرة أو مربعات مشغولة بقطعة من قطع الخصم وحينها يتم أسرها وإزالتها من الرقعة ووضع القطعة المتحركة مكانها، باستثناء الأخذ بالتجاوز يتم الأسر والأخذ في الشطرنج بتحريك قطعة إلى مربع تشغله قطعة الخصم وإزالتها منه ثم وضعها مكانها. لا يمكن للاعب تنفيذ نقلة تجعل ملكه يتعرض لهجوم وكش كما لا يمكنه تجاوز دور وعدم اللعب وعليه في كل دور تنفيذ نقلة قانونية (وهذا القانون يؤدي في بعض الأحيان لتكتيك يسمى زوغزوان).
إن كان اللاعب الذي حان دوره لتنفيذ نقلة لا يملك أي حركة قانونية فإن المباراة انتهت، وهي إما كش مات (خسارة للاعب الذي ليس لديه نقلات قانونية) إن كان ملكه يتعرض لهجوم، وإما ردب (تعادل) إن لم يتعرض ملكه لهجوم.
لكل قطعة حركتها الخاصة وفي الأشكال بالأسفل تمثل النقاط السوداء المربعات التي يمكن للقطعة التحرك إليها إن لم تكن هناك قطع (بما في ذلك قطع من نفس اللون) تشغل سبيل حركتها (أي تشغل مربعات بين المربع الابتدائي ومربع الوصول):
- الملك: ويتحرك بمربع واحد في مختلف الاتجاهات (شكل1)، يملك الملك أيضا نقلة خاصة تسمى التبييت ويتم فيها تحريك القلعة كذلك تحت شروط محددة.
- الوزير: وحركته توليفة بين حركتي القلعة والفيل بحيث يتحرك بعدد اختياري من المربعات أفقيا أو عموديا أو قطريا ولا يمكنه القفز فوق القطع (شكل2)
- القلعة: أو الرخ وتتحرك بعدد اختياري من المربعات أفقيا أو عموديا ولا يمكنها القفز فوق القطع (شكل3)، تملك القلعة أيضا نقلة خاصة تسمى التبييت ويتم فيها تحريك الملك كذلك تحت شروط محددة.

|   | a  | b  | c  | d  | e               | f               | g               | h  |   |  |
| 8 | a8 | b8 | c8 | d8 | e8              | f8              | g8              | h8 | 8 |  |
| 7 | a7 | b7 | c7 | d7 | e7              | f7              | g7              | h7 | 7 |  |
| 6 | a6 | b6 | c6 | d6 | e6 black circle | f6 black circle | g6 black circle | h6 | 6 |  |
| 5 | a5 | b5 | c5 | d5 | e5 black circle | f5 white king   | g5 black circle | h5 | 5 |  |
| 4 | a4 | b4 | c4 | d4 | e4 black circle | f4 black circle | g4 black circle | h4 | 4 |  |
| 3 | a3 | b3 | c3 | d3 | e3              | f3              | g3              | h3 | 3 |  |
| 2 | a2 | b2 | c2 | d2 | e2              | f2              | g2              | h2 | 2 |  |
| 1 | a1 | b1 | c1 | d1 | e1              | f1              | g1              | h1 | 1 |  |
|   | a  | b  | c  | d  | e               | f               | g               | h  |   |  |

|   | a               | b               | c               | d               | e               | f               | g               | h               |   |  |
| 8 | a8              | b8              | c8              | d8 black circle | e8              | f8              | g8              | h8 black circle | 8 |  |
| 7 | a7 black circle | b7              | c7              | d7 black circle | e7              | f7              | g7 black circle | h7              | 7 |  |
| 6 | a6              | b6 black circle | c6              | d6 black circle | e6              | f6 black circle | g6              | h6              | 6 |  |
| 5 | a5              | b5              | c5 black circle | d5 black circle | e5 black circle | f5              | g5              | h5              | 5 |  |
| 4 | a4 black circle | b4 black circle | c4 black circle | d4 white queen  | e4 black circle | f4 black circle | g4 black circle | h4 black circle | 4 |  |
| 3 | a3              | b3              | c3 black circle | d3 black circle | e3 black circle | f3              | g3              | h3              | 3 |  |
| 2 | a2              | b2 black circle | c2              | d2 black circle | e2              | f2 black circle | g2              | h2              | 2 |  |
| 1 | a1 black circle | b1              | c1              | d1 black circle | e1              | f1              | g1 black circle | h1              | 1 |  |
|   | a               | b               | c               | d               | e               | f               | g               | h               |   |  |

|   | a               | b               | c               | d               | e               | f               | g               | h               |   |  |
| 8 | a8              | b8              | c8              | d8 black circle | e8              | f8              | g8              | h8              | 8 |  |
| 7 | a7              | b7              | c7              | d7 black circle | e7              | f7              | g7              | h7              | 7 |  |
| 6 | a6              | b6              | c6              | d6 black circle | e6              | f6              | g6              | h6              | 6 |  |
| 5 | a5 black circle | b5 black circle | c5 black circle | d5 white rook   | e5 black circle | f5 black circle | g5 black circle | h5 black circle | 5 |  |
| 4 | a4              | b4              | c4              | d4 black circle | e4              | f4              | g4              | h4              | 4 |  |
| 3 | a3              | b3              | c3              | d3 black circle | e3              | f3              | g3              | h3              | 3 |  |
| 2 | a2              | b2              | c2              | d2 black circle | e2              | f2              | g2              | h2              | 2 |  |
| 1 | a1              | b1              | c1              | d1 black circle | e1              | f1              | g1              | h1              | 1 |  |
|   | a               | b               | c               | d               | e               | f               | g               | h               |   |  |

- الفيل: ويتحرك بعدد اختياري من المربعات قطريا ولا يمكنه القفز فوق القطع (شكل4).
- الحصان: ويتحرك بمربعين عموديا ثم واحد أفقيا أو العكس مربع واحد أفقيا ثم مربعين عموديا وبذلك تشبه حركته حرف L، وهو القطعة الوحيدة التي يمكنها القفز فوق القطع (شكل5).
- البيدق ويتحرك بمربع إلى الأمام في نفس العمود الذي يشغله ويمكنه في نقلته الأولى التحرك بمربعين إلى الأمام إن كانا شاغرين (النقاط السوداء "●" شكل6)، تأسر البيادق القطع بالتحرك قطريا بمربع واحد إلى الصف المجاور وأخذ مكان القطعة المراد أسرها (علامة "x" السوداء شكل6)، كما يملك البيدق نقلتين خاصتين أخريين هما: الأخذ بالتجاوز والترقية.

|   | a               | b               | c               | d               | e               | f               | g               | h               |   |  |
| 8 | a8 black circle | b8              | c8              | d8              | e8              | f8              | g8 black circle | h8              | 8 |  |
| 7 | a7              | b7 black circle | c7              | d7              | e7              | f7 black circle | g7              | h7              | 7 |  |
| 6 | a6              | b6              | c6 black circle | d6              | e6 black circle | f6              | g6              | h6              | 6 |  |
| 5 | a5              | b5              | c5              | d5 white bishop | e5              | f5              | g5              | h5              | 5 |  |
| 4 | a4              | b4              | c4 black circle | d4              | e4 black circle | f4              | g4              | h4              | 4 |  |
| 3 | a3              | b3 black circle | c3              | d3              | e3              | f3 black circle | g3              | h3              | 3 |  |
| 2 | a2 black circle | b2              | c2              | d2              | e2              | f2              | g2 black circle | h2              | 2 |  |
| 1 | a1              | b1              | c1              | d1              | e1              | f1              | g1              | h1 black circle | 1 |  |
|   | a               | b               | c               | d               | e               | f               | g               | h               |   |  |

|   | a  | b               | c               | d               | e               | f               | g  | h  |   |  |
| 8 | a8 | b8              | c8              | d8              | e8              | f8              | g8 | h8 | 8 |  |
| 7 | a7 | b7              | c7              | d7              | e7              | f7              | g7 | h7 | 7 |  |
| 6 | a6 | b6              | c6 black circle | d6              | e6 black circle | f6              | g6 | h6 | 6 |  |
| 5 | a5 | b5 black circle | c5              | d5              | e5              | f5 black circle | g5 | h5 | 5 |  |
| 4 | a4 | b4              | c4              | d4 white knight | e4              | f4              | g4 | h4 | 4 |  |
| 3 | a3 | b3 black circle | c3              | d3              | e3              | f3 black circle | g3 | h3 | 3 |  |
| 2 | a2 | b2              | c2 black circle | d2              | e2 black circle | f2              | g2 | h2 | 2 |  |
| 1 | a1 | b1              | c1              | d1              | e1              | f1              | g1 | h1 | 1 |  |
|   | a  | b               | c               | d               | e               | f               | g  | h  |   |  |

|   | a              | b               | c              | d              | e               | f               | g              | h  |   |  |
| 8 | a8             | b8              | c8             | d8 black cross | e8 black circle | f8 black cross  | g8             | h8 | 8 |  |
| 7 | a7             | b7              | c7             | d7             | e7 white pawn   | f7              | g7             | h7 | 7 |  |
| 6 | a6             | b6              | c6             | d6             | e6              | f6              | g6             | h6 | 6 |  |
| 5 | a5 black cross | b5 black circle | c5 black cross | d5             | e5              | f5              | g5             | h5 | 5 |  |
| 4 | a4             | b4 white pawn   | c4             | d4             | e4              | f4 black circle | g4             | h4 | 4 |  |
| 3 | a3             | b3              | c3             | d3             | e3 black cross  | f3 black circle | g3 black cross | h3 | 3 |  |
| 2 | a2             | b2              | c2             | d2             | e2              | f2 white pawn   | g2             | h2 | 2 |  |
| 1 | a1             | b1              | c1             | d1             | e1              | f1              | g1             | h1 | 1 |  |
|   | a              | b               | c              | d              | e               | f               | g              | h  |   |  |

|   | a             | b  | c               | d  | e             | f  | g               | h             |   |  |
| 8 | a8 black rook | b8 | c8 black circle | d8 | e8 black king | f8 | g8 black circle | h8 black rook | 8 |  |
| 7 | a7            | b7 | c7              | d7 | e7            | f7 | g7              | h7            | 7 |  |
| 6 | a6            | b6 | c6              | d6 | e6            | f6 | g6              | h6            | 6 |  |
| 5 | a5            | b5 | c5              | d5 | e5            | f5 | g5              | h5            | 5 |  |
| 4 | a4            | b4 | c4              | d4 | e4            | f4 | g4              | h4            | 4 |  |
| 3 | a3            | b3 | c3              | d3 | e3            | f3 | g3              | h3            | 3 |  |
| 2 | a2            | b2 | c2              | d2 | e2            | f2 | g2              | h2            | 2 |  |
| 1 | a1 white rook | b1 | c1 white circle | d1 | e1 white king | f1 | g1 white circle | h1 white rook | 1 |  |
|   | a             | b  | c               | d  | e             | f  | g               | h             |   |  |

### التبييت
التبييت أو التحصين هي حركة خاصة تتم مرة واحدة في كل مباراة بواسطة الملك وإحدى القلعتين، حيث يتحرك الملك مربعين على طول الصف الأول نحو القلعة سواء جهة الملك أو جهة الوزير (الدوائر في الشكل المقابل) ثم توضع القلعة في المربع المجاور له مباشرة من الجهة المعاكسة لها، والتبييت مسموح تحت الشروط التالية:
- أن لا يكون الملك ولا القلعة قد تحركا سابقًا.
- أن لا تكون قطع بين الملك والقلعة وتكون المربعات بينهما شاغرة.
- لا يمكن للملك أن يكون تحت كش أو أن ينتهي إلى مربع يتعرض فيه لكش ولا أن يمر على مربع يتعرض لهجوم من قطع الخصم.

التبييت مسموح إن كانت القلعة تتعرض لهجوم أو ستمر بمربع أو تنتهي إلى مربع يتعرض لهجوم، وذلك طالما لم يتعرض الملك للهجوم.

### الأخذ بالتجاوز

مثال على حركتي البيدق الخاصتين: الأخذ بالتجاوز(يمين) والترقية (يسار).

وهو أسر خاص للبيدق الذي تحرك خانتين للأمام من مكانه الإبتدائي وتموضع بجوار بيدق للخصم على الصف الخامس بالنسبة للأبيض والرابع للأسود، حيث يتم أخذ ذلك البيدق بتجاوزه إلى الخانة التي تسبقه، فتكون النتيجة مماثلة لحالة لو أن البيدق تحرك خانة واحدة فقط وتم أخذه بطريقة عادية. في الشكل المقابل تحرك البيدق من مكانه الابتدائي في g7 خانتين إلى المربع g5 وتموضع بجوار بيدق الخصم في f5 فتم أخذه بالتجاوز في g6. الأخذ بالتجاوز يجب أن يتم بالنقلة الموالية مباشرة وإلا فقد اللاعب الحق في ذلك، وهي الحالة الوحيدة التي يتم فيها أخذ قطعة في غير موضعها.
تمت إضافة قاعدة الأخذ بالتعدي في القرن الخامس عشر حين أضيفت قاعدة تحرك البيدق لخانتين وذلك لمنع استغلال تحرك البيدق خانتين لتجنب خطر أخذه من بيدق الخصم.

### الترقية
حين يصل بيدق إلى الصف الثامن يستبدل بقطعة من اللون نفسه من اختيار اللاعب (وزير أو قلعة أو فيل أو حصان) وتوضع في نفس المربع كجزء من النقلة، وغالبا ما تُرقى البيادق إلى وزراء لأنها أقوى قطعة ويسمى ذلك التوزير والترقية لغير الوزير تسمى الترقية الجزئية، في الشكل المقابل حُرِّك البيدق في c7 إلى الصف الثامن ورقيَّ إلى وزير. لا توجد قيود على القطع المختارة في الترقية حيث يمكن الترقية للقطعة نفسها مرات عديدة سواء أخذت من قبل أو لا، كمثال يمكن الترقية للوزير والحصول على وزيرين أو أكثر.
|   | a  | b  | c             | d  | e             | f  | g  | h  |   |  |
| 8 | a8 | b8 | c8            | d8 | e8            | f8 | g8 | h8 | 8 |  |
| 7 | a7 | b7 | c7            | d7 | e7            | f7 | g7 | h7 | 7 |  |
| 6 | a6 | b6 | c6 black king | d6 | e6            | f6 | g6 | h6 | 6 |  |
| 5 | a5 | b5 | c5            | d5 | e5            | f5 | g5 | h5 | 5 |  |
| 4 | a4 | b4 | c4            | d4 | e4            | f4 | g4 | h4 | 4 |  |
| 3 | a3 | b3 | c3            | d3 | e3            | f3 | g3 | h3 | 3 |  |
| 2 | a2 | b2 | c2 white rook | d2 | e2            | f2 | g2 | h2 | 2 |  |
| 1 | a1 | b1 | c1            | d1 | e1 white king | f1 | g1 | h1 | 1 |  |
|   | a  | b  | c             | d  | e             | f  | g  | h  |   |  |

### الكش
هي نقلة تتم فيها مهاجمة الملك بقطعة أو قطعتين (كش مزدوج) من قطع الخصم وتتطلب ردا مباشرا بنقلة قانونية لتخليص الملك من الهجوم وذلك إما بتحريكه وإبعاده عن الهجوم أو أسر القطعة المهاجمة أو اعتراض الهجوم بقطعة إن كان ذلك ممكنا، التبييت غير مسموح به كرد على الكش وهدف اللعبة هو إماتة الملك وذلك بمهاجمته حتى لا يملك نقلة قانونية للرد على الهجوم، تنفيذ نقلة يتعرض فيها الملك لكش أو تنفيذ نقلة أخرى وترك الملك تحت كش دون رد تعتبر نقلات غير قانونية لا يسمح بتنفيذها.
بالعادة يتم التصريح وقول «كش» حين تتم مهاجمة ملك الخصم، لكن ذلك ليس مطلوبا تبعا لقوانين اللعبة ولا يتم تنفيذه في المنافسات الرسمية.

### نهاية المباراة
يمكن أن تنتهي المباراة بإحدى نتيجتين إما تعادل أو فوز (تقابله خسارة للطرف الآخر):

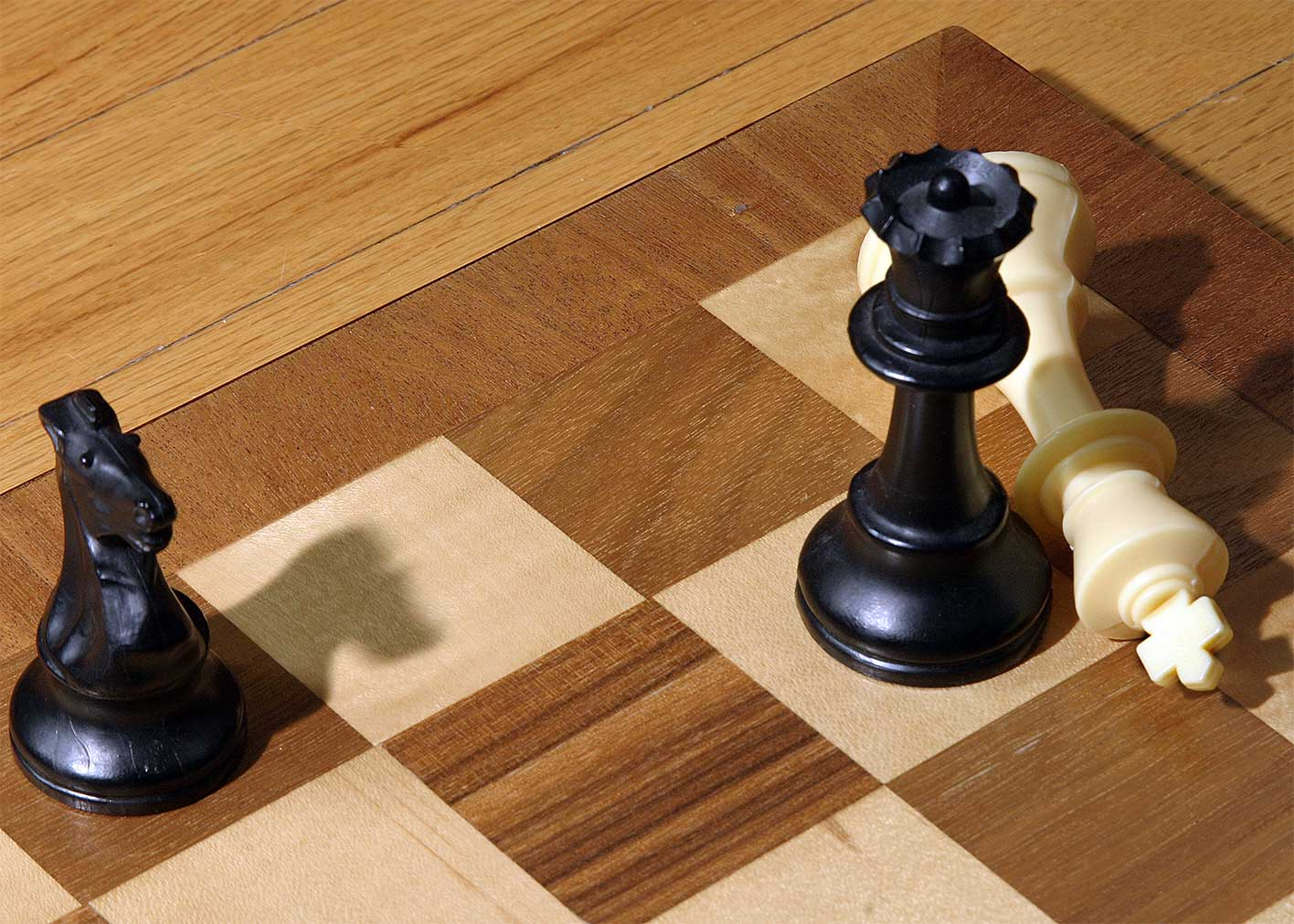
فوز بكش مات

#### الفوز
ويتم الفوز بالمباراة بإحدى الطرق التالية:
- كش مات: وهو هجوم على الملك لا يمكن التصدي له.
- الاستسلام: يمكن لأي لاعب الاستسلام قبل الإماتة والاعتراف بفوز الخصم إن رأى أن وضعيته ميؤوس منها [9] وفي العادة يعتبر الاستمرار باللعب في وضعيات خاسرة من قلة الاحترام ولهذا السبب نادرا ما نرى مباريات في المستوى العالي تنتهي بالإماتة.
- الخسارة بالوقت: يمكن للاعب أن يخسر بانتهاء وقته المخصص للتفكير حتى لو كان في وضعية رابحة، وهذا في المباريات التي تستخدم التوقيت.
- العقوبة: اللاعب الذي يغش أو ينتهك قوانين اللعبة أو ينتهك قوانين مخصصة لبطولة معينة يمكن معاقبته بالخسارة أو إقصاؤه، في بطولات المستوى العالي تمت معاقبة لاعبين على أمور مثل الحضور متأخرا (حتى ببضع ثواني)، استقبال اتصال أو رسالة على الهاتف، رفض الخضوع لفحص للمنشطات أو تفتيش للجسد بحثا عن أجهزة إلكترونية، أفعال غير رياضية مثل رفض مصافحة الخصم.

#### التعادل
يتم التعادل بإحدى الطرق التالية:

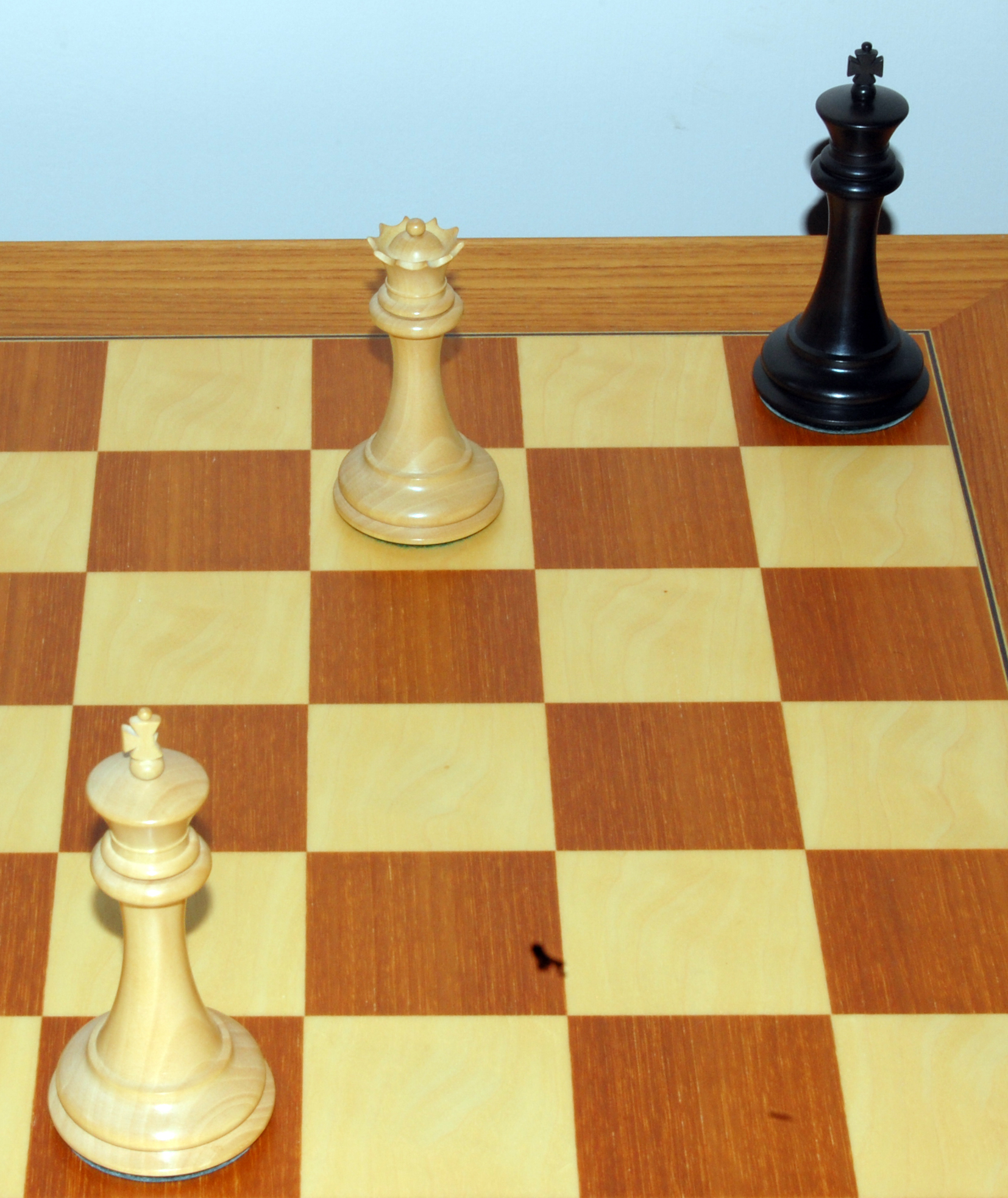
المباراة تعادل بالردب.

- التعادل بالاتفاق: يمكن للاعبين الاتفاق على التعادل في أي مرحلة من المباراة ومهما كانت الوضعية وإن حصل ذلك فإن المباراة تنتهي بالتعادل، الطريقة الصحيحة هي عرض التعادل لفظيا ثم تنفيذ النقلة والضغط على الساعة. بسبب هذه القاعدة يتفق بعض اللاعبين على التعادل من دون لعب حتى نقلة واحدة ولهذا اتخذت إجراءات للحد من ذلك كمثال منع عرض التعادل قبل 30 نقلة كما حدث في بطولة العالم للشطرنج 2016.
- الردب هي وضعية تعتبر تعادل ويكون فيها صاحب الدور غير متعرض لكش لكن لا يملك أيّ نقلة قانونية لأن أي حركة للملك تجعله تحت الكش.[10]
- تكرار الوضعية ثلاثا: تظهر هذه الحالة حين لا يمكن لأي لاعب تجنب تكرار نقلاته لأن فعل ذلك يعرضه للخسارة، وحين تتكرر الوضعية ثلاثا (وليس النقلات، كما أن التكرار لا يشترط أن يكون متعاقبا) يمكن لأي من اللاعبين المطالبة بالتعادل كما يمكنهما الاستمرار باللعب إن أرادا، لكن إن تكررت الوضعية 5 مرات بشكل متعاقب فإن المباراة تعتبر تعادل حتى من دون مطالبة أحد اللاعبين.[11]
- قاعدة الخمسين نقلة: إن لم يتم خلال الخمسين نقلة الأخيرة تحريك بيدق أو أسر قطعة فإن بإمكان أي من اللاعبين المطالبة بالتعادل كما بإمكانهما الاستمرار في اللعب إن أرادا، لكن إن مرت 75 نقلة من دون أسر قطعة أو تحريك بيدق فإن المباراة تعتبر تعادل حتى من دون مطالبة أحد اللاعبين.[12]
- استحالة تنفيذ الإماتة: يمكن للاعب المطالبة بالتعادل إن كان خصمه لا يملك عتادا كافيا لتنفيذ الإماتة كمثال أن يكون لأحد اللاعبين ملك وحيد والآخر ملك وفيل، وحسب قواعد الاتحاد الدولي: حين تبلغ المباراة وضعية لايمكن لأي من اللاعبين إماتة الآخر (وضعية ميتة) فإن المباراة تعتبر تعادلا مباشرة.[13]

### التحكم بالوقت

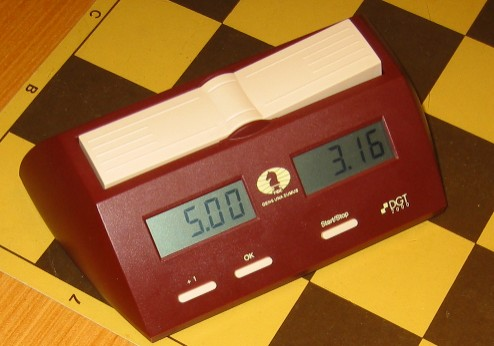
ساعة شطرنج رقمية حديثة.

تستخدم ساعة الشطرنج للتحكم بزمن المباراة في البطولات الرسمية وحتى على مستوى الأندية، وتحوي الساعة شاشتي عرض لإظهار وقت كلا اللاعبين وزرين يتم الضغط يضغط كل لاعب على الزر المقابل له لنقل عد الزمن لساعة الخصم، واللاعب الذي ينفد وقته يخسر تلقائيا. يقسم زمن المباراة بشكل رئيسي إلى ثلاث أنواع:
- اللعب الكلاسيكي أو التقليدي: ويكون لكل لاعب أكثر من 60 دقيقة وتصل حتى سبع ساعات، ويشترط فيه تسجيل النقلات.
- اللعب السريع: ويكون لكل لاعب أكثر من 10 دقائق وأقل من 60 دقيقة مع إمكانية الزيادة في كل نقلة، حين استخدام الزيادة كمثال 10 ثواني لكل نقلة يجب أن يكون الوقت الإجمالي لمباراة من 60 نقلة أكثر من 10 دقائق وأقل من 60 دقيقة، لا يلزم على اللاعبان تسجيل النقلات [14]، توقيت الاتحاد الدولي لبطولة العالم للشطرنج السريع سنة 2015 هو 15 دقيقة زائد 10 ثواني لكل نقلة ابتداءً من النقلة الأولى.[15]
- اللعب الخاطف: ويكون لكل لاعب 10 دقائق أو أقل وفي حال استخدام الزيادة يجب أن يكون مجموع الوقت يساوي أو أقل من 10 دقائق [16]، في بطولة العالم للشطرنج الخاطف 2015 تم استخدام التوقيت 3 دقائق زائد ثانيتين لكل نقلة ابتداءً من النقلة الأولى.[15]

## تأشير لتسجيل الحركات

أسماء المربعات في التأشير الجبري للشطرنج (بالإنجليزية).

تُسجّل مباريات ووضعيات الشطرنج باستخدام أنظمة تأشير، أشهرها التأشير الجبري للشطرنج. التأشير الجبري المختصر (القصير) يكون على الهيئة:«اختصار القطعة المتحركة - العمود المنتقلة إليه - الصف المنتقلة إليه». تُعرَّف القطع بحروفها الأولى، في الإنجليزية K (ملك)، Q (وزير)، R (قلعة)، B (فيل) وN (الحصان؛ استُخدم الحرف الثاني N لتجنب الالتباس مع الملك). على سبيل المثال تعني Qg5 يتحرك الوزير إلى العمود g والصف الخامس (أي إلى المربع g5). يمكن أن تستخدم المؤلفات المنشورة بلغات أخرى حروف بداية حروف مختلفة للإشارة إلى القطع، أو الترميز الجبري الشكلي (FAN) لتجنب صعوبات اللغات. ولحل بعض الالتباسات يُضاف حرف أو رقم آخر للإشارة إلى العمود أو الصف التي تحركت منه القطعة، مثال: Ngf3 تعني «الحصان الموجود في العمود g يتحرك إلى المربع F3»، وR1e2 تعني «القلعة في الصف الأول تتحرك إلى المربع e2». لا يستخدم الحرف P للإشارة إلى البيدق، وهذا يعني أن e4 يُفهَم منها «يتحرك البيدق إلى المربع e4».
إذا قامت القطعة بالأخذ فإن الرمز "X" يُضاف قبل مربع الوجهة، ومنه Bxf3 تعني الفيل يأخذ القطعة الموجودة في المربع f3." حين يقوم بيدق بالأخذ يستخدم العمود الذي ينطلق منه البيدق بدل الحرف الأول من القطعة ويمكن تجاهل الصف إن لم يُحدث ذلك التباسا، مثال: exd5 (تعني أن البيدق في العمود-e يأخذ القطعة في المربع d5) أو exd (البيدق في العمود-e يأخذ البيدق في العمود d). بشكل خاص في ألمانيا بعض المؤلفات تستخدم ":" بدل "x" للإشارة إلى الأخذ، لكن هذا نادر الآن. بعض المؤلفات تتجاهل رمز الأخذ نهائيا، فتكتب exd5 بالشكل ed5.
إن تحرك بيدق إلى الصف الأخير، محققا الترقية، يشار إلى القطعة المرقى إليها بعد الحركة، مثال: e8Q أو e8=Q وذلك يعني الترقية لوزير. يشار إلى التحصين برموز خاصة: 0-0 للتحصين القصير جهة الملك و0-0-0 للتحصين الطويل جهة الوزير. يُرمز للأخذ بالتعدي أحيانا بالرمز "e.p."، النقلة التي تجعل ملك الخصم في كش يضاف إليها الرمز "+". (الرمز "++" الذي يشير إلى كش مزدوج يعتبر ترميزا قديم الاستخدام) ويُشار إلى كش مات بالرمز #. في نهاية المباراة "0–1" تعني أن الأبيض فاز، وتعني "1–0" أن الأسود فاز في حين أن "½–½" تعني التعادل.

خطة نابليون.

يمكن أن تُشرح نقلات الشطرنج بعلامات الترقيم ورموز أخرى. على سبيل المثال، "!" تعني نقلة جيدة، "!!" نقلة ممتازة، "?" نقلة خاطئة، "??" خطأ فادح، "!?" نقلة مثيرة للاهتمام يمكن أن لا تكون الأفضل، "?!" نقلة مشكوك فيها ويمكن التصدي لها بسهولة.
على سبيل المثال، أحد التفرعات لفخ بسيط يعرف بخطة نابليون (انظر المخطط المتحرك) يمكن أن يسجل كالتالي:
1. e4 e5
2. Qh5?! Nc6
3. Bc4 Nf6??
4. Qxf7# 1–0
تأشير اللعبة المحمول (PGN) النصي الذي تفهمه برامج الشطرنج مبني على نسخة إنجليزية قصيرة من التأشير الجبري.
حتى أعوام 1980، معظم منشورات الشطرنج باللغة الإنجليزية استخدمت نوعا من التأشير الوصفي، تسمى الأعمدة في التأشير الوصفي تبعا للقطعة التي تشغل الصف الخلفي في بداية اللعبة، وكل مربع له اسمين مختلفين حسب منظور لون قطع اللاعب أبيضا كان أم أسود. على سبيل المثال المربع المعروف بـ"e3" في التأشير الجبري يسمى "K3" (مربع الملك الثالث) من جانب الأبيض، و"K6" (مربع الملك السادس) من جانب الأسود. حين تسجيل النقلات، تسمى القطعة المأخوذة بدل المربع الذي حدث في الأخذ (باستثناء حل الالتباسات)، ومنه خطة نابليون تُكتب بالتأشير الوصفي كما يلي:
1. P-K4 P-K4
2. Q-R5?! N-QB3
3. B-B4 N-B3??
4. QxBP# 1–0
نظام آخر هو التأشير الرقمي لـICCF المعترف به بواسطة الاتحاد الدولي لشطرنج المراسلة رغم أن استخدامه في تناقص. تُحدد فيه المربعات بواسطة إحداثيات رقمية، على سبيل المثال: نقلة الافتتاح 1.e4 تصبح 1.5254. يرمز للتحصين بحركة الملك فقط، مثلا 5171 تحصين الأبيض في جهة الملك، 5838 تحصين الأسود في جهة الوزير.

## تاريخ الشطرنج

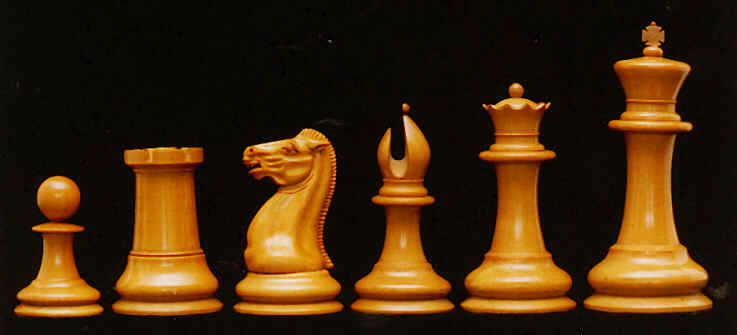
قطع الشطرنج

نشأ الشطرنج في الهند. هناك، كان شكله المبكر في القرن السابع الميلادي يُعرف باسم شاتوراجا، والذي يُترجم إلى «أربع فرق (للجيش)»: المشاة، وسلاح الفرسان، والفيلة، والعربات الحربية. يتم تمثيل هذه الأشكال بالقطع التي ستتطور لاحقاً إلى البيدق الحديث، والحصان، والفيل، والرخ، على التوالي.
جاء الشطرنج إلى بلاد فارس من الهند وأصبح جزءًا من التعليم الأميري أو الملكي للنبلاء الفارسيين. حوالي 600 م في بلاد فارس الساسانية، أصبح اسم اللعبة تشاترانج، والتي تطورت لاحقًا إلى شاترانج بعد غزو بلاد فارس من قبل الخلافة الراشدة، بسبب عدم وجود أصوات ch و ng الأصلية في اللغة العربية.
تولد الشطرنج من لعبة الشاطرونجا التي يبدو أنها أخترعت في القرن السادس الميلادي، ولكن الشكل الشديد القرب منها والمنتشر في الصين، عرف بوجوده منذ القرن الثاني قبل الميلاد. بدأت بعد ذلك لعبة الشطرنج بالانتشار حتى وصلت إلى أوروبا غرباً، وإلى اليابان شرقاً، فولّد ذلك الانتشار تنويعات مختلفة فنجد أن اللعبة انتقلت من الهند إلى فارس، وانتشرت عبر العالم العربي، ووصلت إلى روسيا عبر منغوليا، حيث كانت تلعب هناك منذ بداية القرن السابع للميلاد، ثم وصلت إلى إسبانيا عبر العصور في القرن العاشر الميلادي، ووصفت في مخطوطة بعنوان كتاب الألعاب (بالإسبانية: Libro de los Juegos) تتحدث عن الشطرنج والطاولة (شيش بيش) والنرد.
وقد اختلفت الروايات في معرفة أصل هذه اللعبة وتاريخها فبعضهم نسب لعبة الشطرنج إلى القائد الأغريقي بالميداس، ومنهم من نسبها إلى الكلدانيين، بينما ذكر بعضهم أن الشطرنج من اختراع الصين وذلك في القرن العاشر قبل الميلاد. على أن العلماء المعاصرين يجزمون بأن الشطرنج هو اختراع هندي اخترعه شخص هندي الأصل يدعى (شانو نانا في) في القرن السادس ق. م.
قال اليعقوبي: (فضائل الهند ثلاث: الشطرنج، وكليلة ودمنة، وتسعة أحرف تجمع الحساب).
أما من ناحية أقدم قطع للشطرنج في العالم  التي اكتشفت فقد عثر أفراد بعثة كندية من جامعة فكتوريا على أقدم قطعة شطرنج بالتاريخ في الأردن.
ومن طريف ما يروى عن هذه اللعبة أن ملك الهند أراد مكافأة مخترع الشطرنج. ويعود هذا الإختراع إلى وزير هندي اسمه (صه بن داهر)، فقد أراد هذا الوزير أن يبعد السأم والملل عن نفس ملكه ويدخل البهجة إلى قلبه فاخترع لعبة الشطرنج أو عدلها عن لعبة هندية قديمة وأهداها للملك الذي بلغ إعجابه بها حد جعله يطلب من وزيره أن يتمنى عليه ما يشاء، فطلب المخترعُ طلباً متواضعاً وهو أن توضع له حبة قمح واحدة على المربع الأول من رقعة الشطرنج ثم تضاعف له بمتوالية هندسية هي 1، 2، 4، 8، 16، 32، 64... إلى آخر مربع في الرقعة التي عددها 64 مربع. وقد استهان الملك بهذا الطلب الذي بدا له أنه طلب متواضع وسهل التحقيق، ولكن عند التنفيذ وبعد الحساب الدقيق تبين للملك أن المخترع قد طلب ما يعادل محصول الكرة الأرضية لو زرعت جميعها قمحاً بعد تجفيف بحارها وتسوية جبالها لمدة ستة آلاف سنة، فالرقم الصحيح لعدد الحبات تساوي 18446744073709551615 وهذه الكمية تكفي لتغطية سطح اليابسة على ارتفاع 11 مليمترا فقط وليس ملايين المرات كما ورد في الرواية. فزاد إعجاب الملك بوزيره وقال لعمري لا أدري مما أعجب أكثر أمن الشطرنج أم من الأمنية.
هذا وقد حظيت لعبة الشطرنج باهتمام بارز في التاريخ العربي، فحققت انتشاراً واسعاً في عهد الدولة العباسية وفي دولة الأندلس. ومن الخلفاء العباسيين الذين كان لهم اهتمام كبير بلعبة الشطرنج الخليفة المأمون، وقد قال علي بن جهم شعراً رائعاً في وصف الشطرنج:
وقد ورد كثير من شعر العرب في وصف الشطرنج كإشارة الشاعر صفي الدين الحلّي في قصيدتهِ المشهورة:
والتي جاء فيها قوله:
سُئِل الخليفة "هارون الرشيد" ما الشطرنج؟ فأجاب الخليفة: وما الحياة؟"
ولعله قصد أن الشطرنج كالحياة في تعقيدها، فهو متعدد الجوانب والأبعاد، كالسهل الممتنع. لا يمكن تعريفه ببساطة تماماً كالحياة.
ومن مشاهير الشطرنجيين العرب أحمد بن يحيى بن أبي بكر التلمساني (725-776 هـ) وله كتاب «منطق الطير» وبه عالج أمور الشطرنج ومسائله وألغازه.
ويحدثنا التاريخ عن أول لاعب عربي مشهور في الشطرنج وهو «أبو حافظ الشطرنجي» الشاعر في بلاط هارون الرشيد. أما في الأندلس فقد تألق نجمٌ شطرنجي آخر هو : أبو زيد محمد بن عمار. وكان شاعراً كبيراً، وقد لاعب ملك قشتالة، الفونس، فغلبه.
وذكر الثعالبي في يتيمة الدهر أخباراً عن مشاركة الشاعر الشهير أبي العلاء المعري، في لعبة الشطرنج. فقال على لسان الشاعر المصيصي «رأيت في معرّة النعمان عجباً من العجائب، رأيتُ أعمى شاعراً ظريفاً يلعب بالشطرنج يكنّى أبو العلاء»
ومن النساء الحاذقات بلعبة الشطرنج، عُرَيب المأمونية، التي حظيت عند المأمون بالإعجاب والتقدير لمهارتها وحدة ذكائها.
قال ابن وكيع يصفها «ما رأيت امرأةً أضربُ من عريب ولا ألعب بالشطرنج منها»
وأخيراً قال الفيلسوف يعقوب بن إسحاق الكندي، في وصيّته لولده «يا بنّي كنْ كلاعب الشطرنج مع الناس، تحفظ شيئك وتأخذ من شيئهم، فإنّ مالك إذا خرج من يديك لم يعد إليك».
كما يقال أن كلمة شطرنج عربية مشتقة من كلمة «شطرنجا» الهندية، وهي عبارة عن مقطعين: (chatur) ومعناها أربعة، (anga) ومعناها جزء من الجيش، فيكون معنى كلمة شطرنج أجزاء الجيش الأربعة. ويقال أنها نشأت في دولة الهند خلال القرن السادس للميلاد، ومنها انتقلت إلى بلاد فارس. ومن المؤرخين من يرد أصولها إلى أيام الفراعنة، حيث عثر في مقبرة توت عنخ آمون على رقعة شطرنج معها قطع لعب، كما يرد البعض نشأتها إلى الصين أيام الحاكم هان شنخ، عندما كانت قواته محاصرة من قبل قوات العدو عام (174. ق. م)، فابتكر هذه اللعبة لكي يتسلى بها الجنود أثناء الحصار الطويل.
وقد عرف العرب هذه اللعبة وأبدعوا فيها، حيث اشتهر منهم أبو حافظ الشطرنجي الشاعر الذي عاصر الخليفة هارون الرشيد.
وبدأت أول بطولة عالمية للشطرنج عام (1886 م) حيث فاز فيها اللاعب الامريكي النمساوي ويليام شتاينيتز. وفي عام (1924) تأسس الاتحاد الدولي للشطرنج. وأقيمت لها عدة مباريات دولية، واشتهر فيها أكثر من لاعب، كان آخرهم الروسي غاري كاسباروف من مواليد (1963)، والذي تربع على عرش البطولة لفترة طويلة، بعد أن تغلب على مواطنهِ أناطولي كاربوف في 9 نوفمبر عام (1985).

### الشطرنج الحديث
كان تحريك القطع في السابق في الشطرنج الأوروبية يتم بعدد محدود من الحركات، فالفيلة كان بإمكانها التحرك خطوتين فقط بشكل قطري، والوزير كان بإمكانه التحرك خطوة واحدة بشكل قطري، أمّا الجنود فلم يكن يسمح بتحريكهم خطوتين في أول حركة لهم، ولم يكن يسمح بحركة التبييت (تبديل مواقع الملك والقلعة)، ولكن في نهاية القرن الخامس عشر، أخذت القوانين الحديثة للحركات الأساسية من إيطاليا، فأصبح يسمح بتحريك الجنود خطوتين في أول حركة لهم، وبذلك تجنب خسارة الجندي في أول حركة له إذا كان هناك جندي مقابل يهدده، وأصبح الوزير أكثر القطع قوة وحرية بالحركة، ولذلك فإنّنا نجد أنه لعبة الشطرنج الحديث تسمى أحيانا «شطرنج الوزير»، وهذه القوانين هي نفسها تقريبا التي يلعب بها اليوم، حيث وضعت اللمسات الأخيرة على القوانين الحالية في أوائل القرن التاسع عشر واستمرت إلى وقتنا الحالي، باستثناء تفاصيل شروط الانسحاب التي وضعت حديثاً.
أما تصميم القطع الشطرنجية الأكثر شيوعا اليوم، المسمى الستاوتون (Staunton) فقد ابتكره ناثانيال كوك عام 1849، بتصديق من هوارد ستاوتون، وهو أحد محترفي اللعبة في ذلك الوقت، واعترف بها بشكل رسمي من قبل الفيديرالية العالمية للشطرنج (بالفرنسية: Fédération Internationale des Échecs) (اختصار: FIDE) عام 1924.

## في الثقافة العامة
تعتبر لعبة الشطرنج من أشهر وأقدم الألعاب الذهنية ومازال الكثير يمارس هذه اللعبة، وأشتهر بلعبها كبار القوم وبات يطلق عليها «لعبة الملوك» كناية بشهرتها ورواجها عند الملوك والرؤساء وعلية القوم إلا أنها لم تقتصر عليهم فقط فالجميع يمارسها حتى أصبح ينظم لها بطولات عالمية.

## التوصيف
حتى السبعينيات من القرن الماضي، على الأقل في الدول الناطقة بالإنجليزية، كانت مباريات الشطرنج تسجّل وتنشر على شكل توصيف للحركات، والذي تم استبداله بالتوصيف الجبري للحركات (وهو أكثر اختصاراً). بعد ذلك بدأت بالظهور أشكال جديدة ومتعددة لتوصيف المباريات والحركات للحاسوب، أكثرها انتشارا في وقتنا الحالي ما يعرف بالـPGN.

## اللعب التنافسي

### المنظمات الرسمية
الهيئة الدولية المديرة للشطرنج هي الاتحاد الدولي للشطرنج، والتي ترأست بطولات العالم في الشطرنج لعدة عقود. يوجد أيضاً منظمات وطنية للشطرنج في غالبية دول العالم. وبالرغم أن الشطرنج ليست لعبة أولمبية، إلا أن لها أولمبيادها الخاص، والذي يعقد كل عامين كمنافسة بين الفرق العالمية.

### الألقاب والتصنيف

#### أفضل لاعبي التاريخ حسب نظام (Elo)
يعتبر معيار أو مقياس (Arpad Elo) أشهر نموذج إحصائي للاعبي الشطرنج. وفي كتابه الذي نشره عام 1978، أعطى أرباد إيلو تصنيفاً للاعبين بناءً على أداءهم في اللعبة خلال أفضل خمس سنوات من احترافهم. وحسب هذا التصنيف، فإن الاعبين التاليين هم الأفضل على الإطلاق:
- 2725 – خوزيه كابابلانكا
- 2720 – ميخائيل بوتفنيك، إيمانويل لاسكر
- 2700 – ميخائيل تال
- 2690 – ألكسندر أليخين، بول شارل مورفي، فاسيلي سميسلوف.

و في عام 1970، تم تبنّي هذا المقياس رسميا من قبل الاتحاد الدولي للشطرنج للاعبين الحاليين. ونتيجة لذلك، أصبح هذا المقياس يعدّ وسيلة مناسبة لمقارنة مهارات اللاعبين بين العصور المختلفة. الجدول التالي يبين أفضل 20 لاعباً في التاريخ.
| الترتيب | التقييم  | اللاعب             | الشهر - العام | الدولة           |
| ------- | -------- | ------------------ | ------------- | ---------------- |
| 1       | 2872     | ماغنوس كارلسن      | 2008-10       | النرويج          |
| 2       | 2851     | غاري كاسباروف      | 1999-07       | روسيا            |
| 3       | 2813     | فيسيلين توبالوف    | 2006-07       | بلغاريا          |
| 4       | 2809[26] | فلاديمير كرامنيك   | 2001-10       | روسيا            |
| 5       | 2803     | فسواناثان اناند    | 2006-04       | الهند            |
| 6       | 2788     | ألكسندر موروزيفيتش | 2008-07       | روسيا            |
| 7       | 2787     | فاسيلي إيفانتشوك   | 2007-10       | أوكرانيا         |
| 8       | 2785     | بوبي فيشر          | 1972-04       | الولايات المتحدة |
| 9       | 2780     | أناطولي كاربوف     | 1994-07       | روسيا            |
| 10      | 2765     | بيتر سفيدلر        | 2006-01       | روسيا            |
| 11      | 2763     | بيتر ليكو          | 2005-04       | المجر            |
| 12      | 2763     | ليفون أرونيان      | 2006-07       | أرمينيا          |
| 13      | 2761     | تيمور رجبوف        | 2009-01       | أذربيجان         |
| 14      | 2760     | شهريار مامدياروف   | 2008-01       | أذربيجان         |
| 15      | 2760     | ديمتري جاكوفينكو   | 2009-01       | روسيا            |
| 16      | 2755     | مايكل ادامز        | 2000-07       | إنجلترا          |
| 17      | 2755     | أليكسي شيروف       | 2008-01       | إسبانيا          |
| 18      | 2751     | سيرجي موفسيسيان    | 2009-01       | سلوفاكيا         |
| 19      | 2745     | غاتا كامسكي        | 1996-07       | الولايات المتحدة |
| 20      | 2743     | رسلان بونومياروف   | 2002-04       | أوكرانيا         |

#### ترتيب أبطال العالم حسب مجموع سنوات الفوز
من الممكن أيضا قياس مهارة اللاعبين المحترفين بطريقة أخرى، وذلك بحساب مجموع البطولات العالمية أو عدد سنوات الاحتفاظ باللقب. والجدول التالي يحسب أبطال العالم حسب عدد البطولات.

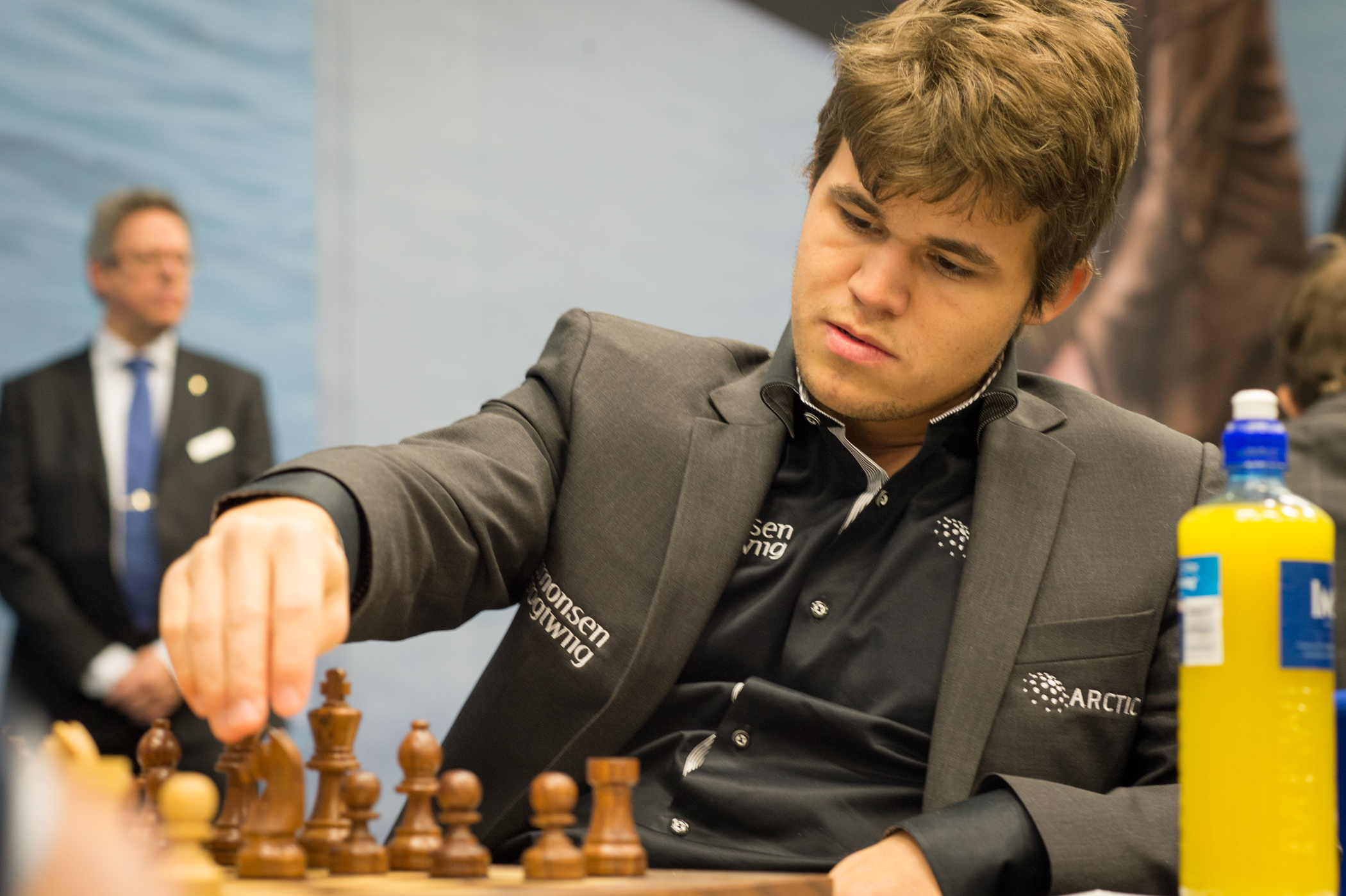
بطل العالم السابق في الشطرنج ماغنوس كارلسن للسنوات (2013 - 2023)

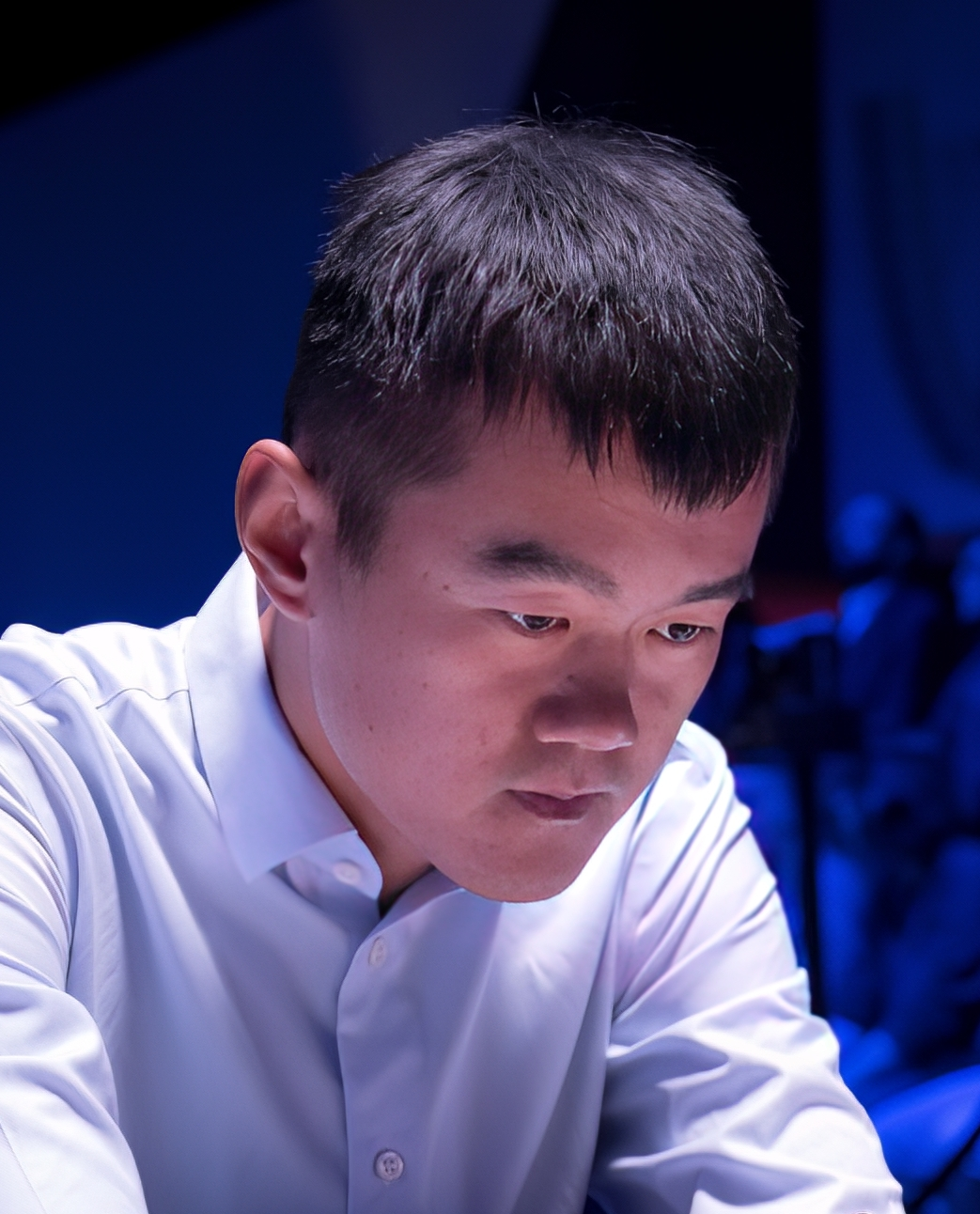
بطل العالم الحالي في الشطرنج دينغ لي رن لسنة 2023

| البطولة          | المجموع | أخرى | الاتحاد الدولي | تقليدية | عدد السنوات كبطل |
| ---------------- | ------- | ---- | -------------- | ------- | ---------------- |
| إيمانويل لاسكر   | 7       | 7    |                |         | 27               |
| غاري كاسباروف    | 6       | 4    |                | 2       | 15               |
| أناتولي كاربوف   | 6       | 3    | 3              |         | 16               |
| ميخائيل بوتفنيك  | 5       | 5    |                |         | 13               |
| ألكسندر أليخين   | 4       | 4    |                |         | 17               |
| ويليام شتاينيتز  | 4       | 4    |                |         | 8                |
| فسواناثان اناند  | 3       | 2    | 1              |         | 3                |
| فلاديمير كرامنيك | 3       | 1    |                | 2       | 7                |
| تيغران بيتروسيان | 2       | 2    |                |         | 6                |
| كابابلانكا       | 1       | 1    |                |         | 6                |
| بوريس سباسكي     | 1       | 1    |                |         | 3                |
| بوبي فيشر        | 1       | 1    |                |         | 3                |
| ماكس إيوي        | 1       | 1    |                |         | 2                |
| فاسيلي سميسلوف   | 1       | 1    |                |         | 1                |
| ميخائيل تال      | 1       | 1    |                |         | 1                |
| رسلان بونوماريوف | 1       |      | 1              |         | 2                |
| ألكسندر خليفمان  | 1       |      | 1              |         | 1                |
| رستم قاسمجانوف   | 1       |      | 1              |         | 1                |
| فيسيلين توبالوف  | 1       |      | 1              |         | 1                |

## قوانين الشطرنج
قام الاتحاد الدولي للشطرنج بتنظيم قوانين اللعب على رقعة الشطرنج والتي اعتمدت في جمعية عمومية بمدينة دريسدن الألمانية سنة 2008.

## الحاسوب والرياضيات

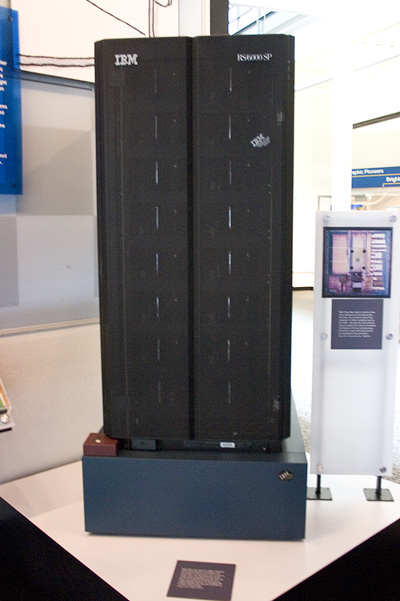
ديب بلو

تاريخياً وعلمياً هنالك رابط بعيد الأمد بين الشطرنج وعلم الرياضيات خصوصاً فروع مثل علم التوافقيات ونظرية الاحتمالات. عدد الأوضاع القانونية في اللعبة يتراوح بين ال{\displaystyle {10}^{43}} وال{\displaystyle {10}^{50}} حيث أن بكل وضع قانوني هنالك ما بين الصفر وال218 إمكانية لحركة قانونية. وثّقت عدّة محاولات لتطوير تكتيكات واستراتيجيات لعب الشطرنج بواسطة وسائل رياضيّة، كما وثّقت أيضا عدّة محاولات لبناء آلات ذكية تلعب الشطرنج مثل ذي تورك (1769) ومفيستو وأجيب، غير أنّه تم كشف كل منها كخدعة، فعلى سبيل المثال، داخل آلة ذي تورك كان يختبئ لاعب شطرنج بشري.
أول آلة لاعبة شطرنج حقيقية هي آلة الأجيدريكيستا (El Ajedrecista)، والتي بنيت في عام 1912 على يد الرياضي الإسباني لاوناردو توريس (Leonardo Torres y Quevedo)، حيث استطاعت هذه الآلة أداء نهاية لعبة شطرنج ذات ثلث قطع من خلال تحريك ملك وقلعة، كما تعتبر هذه الآلة أول لعبة حاسوب تاريخياً. وفي عام 1997 فاز جهاز حاسوب في مباراة ضد بطل العالم للمرة الأولى حيث فاز الحاسوب ديب بلو من صنع شركة آي بي إم ضد بطل العالم غاري كاسباروف (فوزين وخسارة واحدة وثلاثة تعادلات).

## الأهمية والفائدة
- تعزز من نمو الدماغ
- تدرب كلا الجانبين للدماغ
- رفع معدل الذكاء IQ
- تساعد في الحماية من مرض الزهايمر
- تُشعل الإبداع والحماس لدى اللاعبين
- ترفع من مستوى مهارة حل المشكلات ومهارة التخطيط والتوقع
- تحسن مهارات القراءة، بحسب بعض الدراسات
- تُحسين الذاكرة
- تساعد على التعافي من السكتة الدماغية والإعاقة

## ألعاب مشابهة

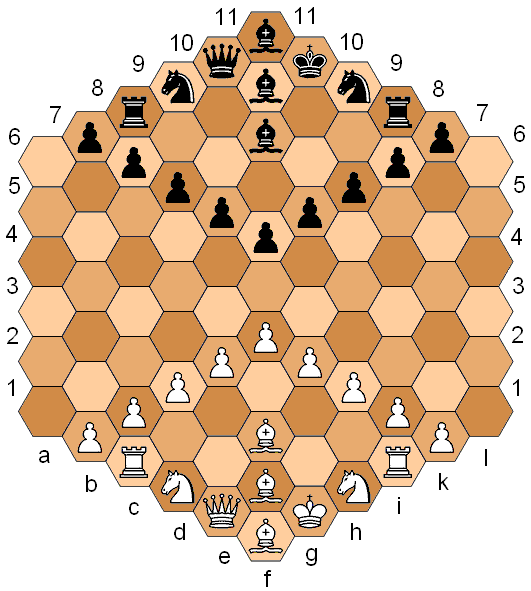
شطرنج سداسي

- لعبة شوغي اليابانيّة.
- شطرنج صيني